# Arpalice (nome)
Arpalice  è un nome proprio di persona italiano femminile.

## Origine e diffusione
È una ripresa rinascimentale del nome di Arpalice, un'eroina trace della mitologia greca; il suo nome, in greco antico Ἁρπαλύκη (Harpalýkē, al maschile Ἁρπάλυκος, Harpálykos) e in latino Harpalyce, è composto da ἁρπάζω (harpázō, "portare via", "catturare") e λύκος (lŭ́kos, "lupo"), con il significato complessivo di "cacciatrice di lupi", "che uccide/cattura i lupi" (simile a quello del nome Licurgo).
In Italia è raro, attestato al Nord e in Toscana ed Emilia-Romagna; negli anni 1970 se ne contava appena un migliaio di occorrenze.

## Onomastico
Il nome è adespota, poiché non sono esistite sante così chiamate; l'onomastico si può festeggiare il 1º novembre, in occasione di Ognissanti.

## Persone
- Arpalice Cuman Pertile, poetessa e scrittrice italiana